# Thierry Cozic
Pour les articles homonymes, voir Cozic.
Thierry Cozic, né le 9 février 1973, est un homme politique français.
Maire d'Arnage, il est élu sénateur de la Sarthe le 27 septembre 2020. Il est membre de la commission des Finances du Sénat. 